# Orth (Fehmarn)
Orth ist eine Hafensiedlung im Südwesten der Ostseeinsel Fehmarn.

## Geographie
Orth liegt an der Südwestseite der Insel Fehmarn und grenzt an die Orther Bucht. Westlich der Hafeneinfahrt liegt der Nehrungshaken Krummsteert, der wie die an Orth grenzende Sulsdorfer Wiek Naturschutzgebiet ist. Beliebtes Ausflugsziel ist der Leuchtturm Flügge.
In Orth leben rund 60 Menschen dauerhaft, in den Wintermonaten reduziert sich die Einwohnerzahl meist auf die Hälfte.

## Geschichte
Der Name Orth bedeutet im Plattdeutschen „Spitze“, „Landvorsprung“. Der Ort war ursprünglich ein Ladeplatz auf Sulsdorfer Grund. Die Geschichte des Ortes ist eng mit dem Bau des Hafens verbunden.
Nach der großen Sturmflut auf Fehmarn im November 1872 wurden auf der Insel die Deiche zum Schutz gegen die Wassermassen gebaut. Dabei blieben Teile der Ortschaften Orth und Lemkenhafen außen vor. Der Gastwirt Nölck ergriff die Initiative und schuf auf der Westseite einen zwei Meter hohen Steinwall, um die Situation des bereits bestehenden kleinen Schutzhafens für die ortsansässigen Fischer zu verbessern. Er holte die Felsen mit seinen Pferden, oftmals unter gefahrvollen Bedingungen, im Winter über die zugefrorene Ostsee. Heute besteht ein Viertel der Kaimauer des Hafens Orth aus diesen „Nölck-Felsen“.
1880 und 81 erfolgte schließlich der Bau des Orther Hafens und am 9. November 1881 wurde der 174 Meter lange und damals 55 Meter breite Hafen dem Verkehr übergeben. Entgegen allen Erwartungen und in Konkurrenz zum Hafen Burgstaaken entwickelte sich in der Folgezeit ein reger Güter- und Personenverkehr. Der Dampfer „Fehmarn“ nahm die Verbindung zwischen Orth und Kiel auf. Die Dampfer „Pollux“ und „Orth“ verkehrten regelmäßig zwischen Orth und Heiligenhafen. Von Heiligenhafen aus war Oldenburg in Holstein zu erreichen und die Eisenbahnlinie über Lübeck nach Hamburg.
Als im Jahre 1905 die Inselbahn Fehmarn bis nach Orth gebaut wurde, verlor der Seeweg an Bedeutung und wurde schließlich eingestellt. Im Wesentlichen wurde das Frachtaufkommen über den Orther Hafen von Landhandelsprodukten bestimmt, wovon heute noch ein Speicherbau am Hafen zeugt. Der jährliche Getreideumschlag belief sich auf etwa 10.000 Tonnen.
Seit Beginn der 1980er Jahre dient der Orther Hafen fast nur noch als Sportboothafen. 1981 wurde der 100. Geburtstag mit einem Festumzug durch das Dorf Orth mit den Vereinen und Verbänden Westfehmarns feierlich begangen. Die Privatisierung des Hafens wurde aus Kostengründen erwogen und am 3. März 1995 wurde der Hafen an die Hafen-Orth-GmbH verpachtet. 1997 wurden fünf alte Brücken abgerissen, damit die Segler in der darauffolgenden Saison zwei neue Stege mit vierzehn zusätzlichen Liegeplätzen nutzen konnten. Seitdem wurden regelmäßig die Molen erneuert und 2008 die Fahrrinne ausgebaggert.

## Wirtschaft und Tourismus
Die Menschen in Orth leben im Wesentlichen vom Tourismus. Im Sommer ist der Hafen stark von Seglern frequentiert, in den Randmonaten und im Sommer ist das Revier beliebt bei Kitern und Surfern.
Der Hafen bietet heute 150 Liegeplätze für Yachten bis zu maximal drei Meter Tiefgang sowie Wasser- und Stromanschluss an den Stegen. Ein Kran mit 16 t Tragkraft steht zur Verfügung und Landwirte vermieten ihre Hallen als Winterlager. Zudem gibt es einen Reparatur- und Yachtservice.

## Persönlichkeiten
- Wilhelmine von Leesen (1847–1906), Schriftstellerin